# Miha Vidmar
Miha Vidmar (* 16. Juli 1997 in Ljubljana) ist ein slowenischer Fußballspieler.

## Karriere
Vidmar begann seine Karriere beim NK Bravo, in dessen Jugend er bis 2012 spielte. Zur Saison 2014/15 wechselte er zum NK Radomlje. Zur Saison 2016/17 rückte er in den Profikader des Erstligisten. Sein Debüt in der 1. SNL gab er dann im August 2016. Bis Saisonende kam er zu fünf Einsätzen in der höchsten slowenischen Spielklasse, aus der er mit Radomlje zu Saisonende aber abstieg. Zur Saison 2017/18 wurde er anschließend innerhalb der zweiten Liga an den NK Veržej verliehen, für den er bis zur Winterpause zehnmal in der 2. SNL spielte. In der Winterpause wurde er an den ND Ilirija 1911 weiterverliehen, für den er sieben Zweitligapartien absolvierte.
Zur Saison 2018/19 kehrte Vidmar nicht mehr nach Radomlje zurück, sondern wechselte nach Bosnien und Herzegowina zum Erstligisten NK GOŠK Gabela. Für Gabela spielte er viermal in der Premijer Liga, ehe er seinen Vertrag im Oktober 2018 auflöste. Im Januar 2019 kehrte er wieder nach Slowenien zurück und schloss sich dem Zweitligisten NK Krka an. Für Krka kam er zu zwölf Zweitligaeinsätzen. Im Juli 2019 wechselte der Flügelspieler nach Island zum Zweitligisten UMF Víkingur. Für Víkingur spielte er elfmal in der 1. deild karla.
Im Februar 2020 kehrte Vidmar wieder zu Krka zurück. Dort kam er zu weiteren 13 Zweitligaeinsätzen. Zur Saison 2021/22 wechselte er innerhalb der Liga zum NK Fužinar. Für Fužinar kam er elfmal zum Einsatz. Im Januar 2022 wechselte er nach Österreich zum viertklassigen SAK Klagenfurt. Mit den Kärntnern stieg er zu Saisonende in die Regionalliga Mitte auf. In der Regionalliga kam er zu 14 Einsätzen, mit dem SAK stieg er aber direkt wieder aus der dritten Liga ab.
Zur Saison 2023/24 wechselte Vidmar anschließend zum viertklassigen SVG Bleiburg.